# Ronde van Lombardije 1987
De Ronde van Lombardije 1987 was de 81e editie van deze eendaagse Italiaanse wielerwedstrijd die werd verreden op zaterdag 17 oktober 1987. Het parcours leidde van Como naar Milaan en ging over een afstand van 265 kilometer. 
De Italiaan Moreno Argentin won de sprint van drie man.

## Uitslag
| Ronde van Lombardije 1987 |                    |                        |          |
| Plaats                    | Naam               | Ploeg                  | Tijd     |
| Winnaar                   | Moreno Argentin    | Gewiss-Bianchi         | 7u07'07" |
| 2                         | Eric Van Lancker   | Panasonic              | z.t.     |
| 3                         | Marc Madiot        | Système U              | z.t.     |
| 4                         | Éric Boyer         | Système U              | + 0'22"  |
| 5                         | Ennio Salvador     | Gis Gelati             | z.t.     |
| 6                         | Walter Magnago     | Carrera Jeans-Vagabond | z.t.     |
| 7                         | Claude Criquielion | Hitachi-Marc           | z.t.     |
| 8                         | Flavio Giupponi    | Del Tongo              | z.t.     |
| 9                         | Charly Mottet      | Système U              | z.t.     |
| 10                        | Leo Schönberger    | Fibok–Mueller          | + z.t.   |
|                           |                    |                        |          |
| 20                        | Gert-Jan Theunisse | PDM                    | + 8'21"  |

1905 · 1906 · 1907 · 1908 · 1909 · 1910 · 1911 · 1912 · 1913 · 1914 · 1915 · 1916 · 1917 · 1918 · 1919 · 1920 · 1921 · 1922 · 1923 · 1924 · 1925 · 1926 · 1927 · 1928 · 1929 · 1930 · 1931 · 1932 · 1933 · 1934 · 1935 · 1936 · 1937 · 1938 · 1939 · 1940 · 1941 · 1942 · 1943 · 1944 · 1945 · 1946 · 1947 · 1948 · 1949 · 1950 · 1951 · 1952 · 1953 · 1954 · 1955 · 1956 · 1957 · 1958 · 1959 · 1960 · 1961 · 1962 · 1963 · 1964 · 1965 · 1966 · 1967 · 1968 · 1969 · 1970 · 1971 · 1972 · 1973 · 1974 · 1975 · 1976 · 1977 · 1978 · 1979 · 1980 · 1981 · 1982 · 1983 · 1984 · 1985 · 1986 · 1987 · 1988 · 1989 · 1990 · 1991 · 1992 · 1993 · 1994 · 1995 · 1996 · 1997 · 1998 · 1999 · 2000 · 2001 · 2002 · 2003 · 2004 · 2005 · 2006 · 2007 · 2008 · 2009 · 2010 · 2011 · 2012 · 2013 · 2014 · 2015 · 2016 · 2017 · 2018 · 2019 · 2020 · 2021 · 2022 · 2023 · 2024 · 2025